# Ägyptische Hieroglyphen

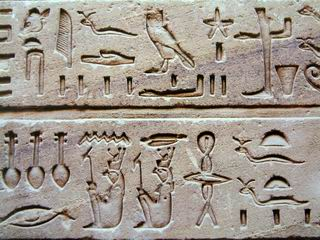
Ptolemäischer Hieroglyphentext am Tempel von Kom Ombo

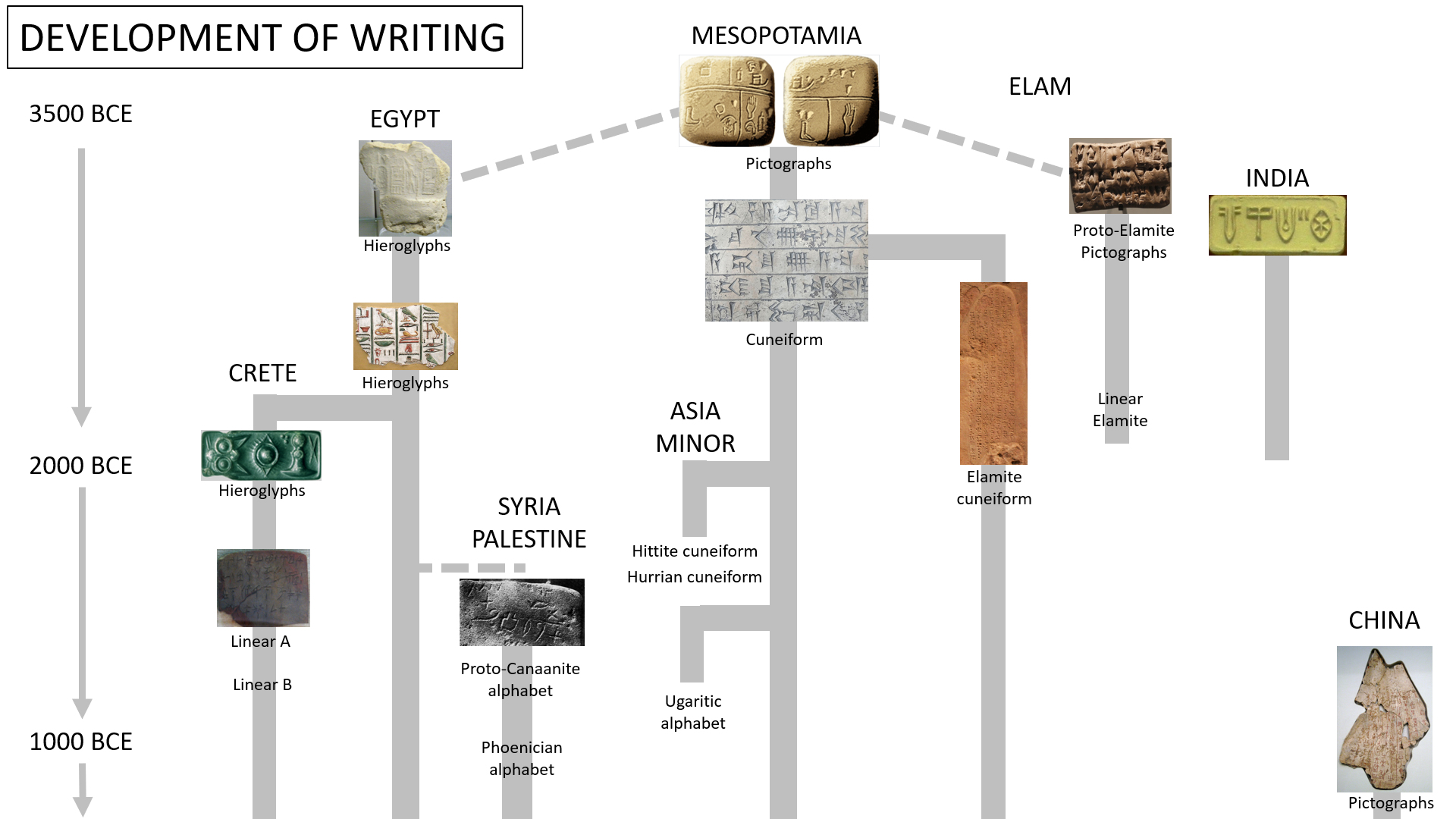
Rekonstruktion der Entwicklung des Schreibens. Mit der Hypothese, dass die sumerische Keilschrift der Ursprung vieler Schriftsysteme sei.

Die ägyptischen Hieroglyphen (altgriechisch ἱερός hierós, deutsch ‚heilig‘, γλυφή glyphḗ, deutsch ‚Eingeritztes‘) sind die Zeichen des ältesten bekannten ägyptischen Schriftsystems, das von etwa 3200 v. Chr. bis 394 n. Chr. im Alten Ägypten und in Nubien für die früh-, alt-, mittel- und neuägyptische Sprache sowie für das Traditionsägyptische (inklusive „ptolemäisches“ Ägyptisch) benutzt wurde. Die ägyptischen Hieroglyphen hatten ursprünglich den Charakter einer reinen Bilderschrift. Im weiteren Verlauf kamen Konsonanten- und Sinnzeichen hinzu, so dass sich die Hieroglyphenschrift aus Lautzeichen (Phonogrammen), Bildzeichen (Ideogrammen) und Deutzeichen (Determinativen) zusammensetzt.
Mit ursprünglich etwa 700 und in der griechisch-römischen Zeit etwa 7000 Zeichen gehören die ägyptischen Hieroglyphen zu den umfangreicheren Schriftsystemen. Von den vielen tausend Zeichen verwendet ein Schreiber der Ramessidenzeit nur höchstens um die 700. Eine Reihenfolge ähnlich einem Alphabet existierte ursprünglich nicht. Erst in der Spätzeit wurden Einkonsonantenzeichen vermutlich in einer alphabetischen Reihenfolge angeordnet, die große Ähnlichkeiten mit den südsemitischen Alphabeten zeigt.

## Name

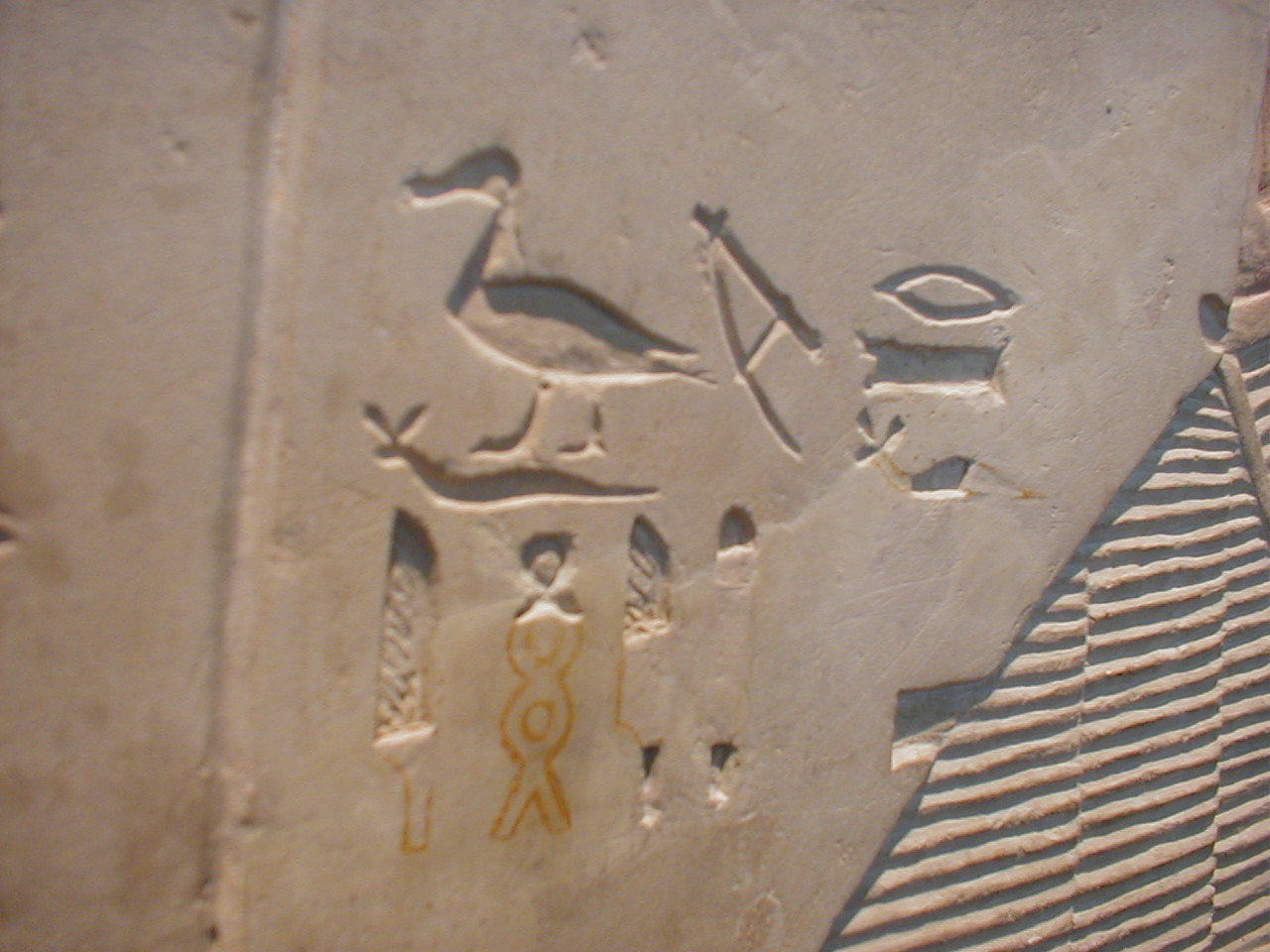
Unvollendete Hieroglyphen zeigen den Entstehungsprozess der Einritzungen mit Vorzeichnung und Ausführung, 5. Dynastie, um 2400 v. Chr.

Die Bezeichnung „Hieroglyphen“ ist die eingedeutschte Form des altgriechischen ἱερογλυφικὰ γράμματα hieroglyphikà grámmata, deutsch ‚heilige Schriftzeichen‘ oder ‚heilige Einkerbungen‘, das aus ἱερός hierós, deutsch ‚heilig‘ und γλύφω glýphō, deutsch ‚(in Stein) gravieren/ritzen‘, zusammengesetzt ist. Diese Bezeichnung ist die Übersetzung des ägyptischen zẖꜣ n.j mdw.w nṯr ‚Schrift der Gottesworte‘, das die göttliche Herkunft der Hieroglyphenschrift andeutet.

## Geschichte

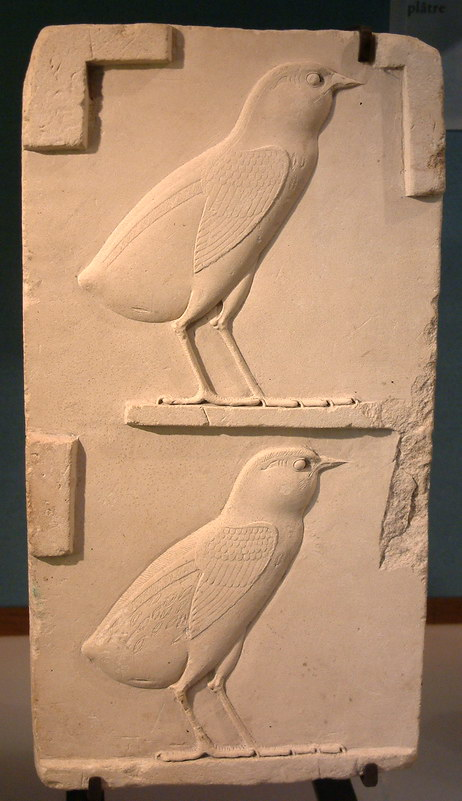
Dieses Bild ist ein gutes Beispiel für die starke Bildhaftigkeit, mit der Hieroglyphen oft geschrieben wurden.

### Frühzeit und Entstehung
Nach der altägyptischen Überlieferung hat Thot, der Gott der Weisheit, die Hieroglyphen geschaffen. Die Ägypter nannten sie daher „Schrift der Gottesworte“.
Die Anfänge dieser Schrift lassen sich bis in die prädynastische Zeit zurückverfolgen. Die früher gewöhnlich zugunsten der Keilschrift entschiedene Frage, ob die sumerische Keilschrift oder die ägyptischen Hieroglyphen die früheste menschliche Schrift darstellen, muss wieder als offen gelten, seit die möglicherweise bislang ältesten bekannten Hieroglyphenfunde aus der Zeit um 3200 v. Chr. (Naqada III) in Abydos aus dem prädynastischen Fürstengrab U‑j zum Vorschein gekommen sind. Die nach Meinung Günter Dreyers voll ausgebildeten Hieroglyphen befanden sich auf kleinen Täfelchen, die – an Gefäßen befestigt – vermutlich deren Herkunft bezeichneten. Einige der frühen Zeichen ähneln sumerischen Schriftzeichen. Daher ist eine Abhängigkeit nicht ganz auszuschließen, aber auch in umgekehrter Richtung möglich. Diese Fragen werden kontrovers diskutiert.
Die Hieroglyphenschrift begann offenbar als Notationssystem für Abrechnungen und zur Überlieferung wichtiger Ereignisse. Sie wurde rasch mit den zu kommunizierenden Inhalten weiterentwickelt und tritt bereits in den ältesten Zeugnissen als fertiges System auf.

### Verbreitung
Die ägyptischen Hieroglyphen wurden zunächst überwiegend in der Verwaltung, später für alle Belange in ganz Ägypten benutzt. Außerhalb Ägyptens wurde diese Schrift regelmäßig nur im nubischen Raum verwendet, zunächst zur Zeit der ägyptischen Herrschaft, später auch, als dieses Gebiet eigenständig war. Um 300 v. Chr. wurden die ägyptischen Hieroglyphen hier von einer eigenen Schrift der Nubier abgelöst, der meroitischen Schrift, deren einzelne Zeichen jedoch ihren Ursprung in den Hieroglyphen haben. Die althebräische Schrift des 9. bis 7. Jahrhunderts v. Chr. benutzte die hieratischen Zahlzeichen, war ansonsten aber ein von der phönizischen Schrift abgeleitetes Konsonantenalphabet. Mit den Staaten des Vorderen Orients wurde vorwiegend in akkadischer Keilschrift kommuniziert. Es ist anzunehmen, dass sich die Hieroglyphen wesentlich schlechter zur Wiedergabe fremder Begriffe oder Sprachen eigneten als die Keilschrift.
Wie groß der Anteil der Schriftkundigen an der Bevölkerung Ägyptens war, ist unklar, es dürfte sich nur um wenige Prozent gehandelt haben: Die Bezeichnung „Schreiber“ war lange synonym mit „Beamter“. Außerdem gab es in griechischer Zeit in den Städten nachweislich viele hauptberufliche Schreiber, die Urkunden für Analphabeten ausstellten.

### Späte Tradition und Untergang
Von 323 bis 30 v. Chr. beherrschten die Ptolemäer (makedonische Griechen) und nach ihnen das römische und byzantinische Reich Ägypten, die Verwaltungssprache war deshalb Altgriechisch. Das Ägyptische wurde nur noch als Umgangssprache der eingesessenen Bevölkerung benutzt. Trotzdem wurde die Hieroglyphenschrift für sakrale Texte und das Demotische im Alltag verwendet. Die Kenntnis der Hieroglyphen wurde auf einen immer enger werdenden Kreis beschränkt, dennoch wurden ptolemäische Dekrete oft in Hieroglyphen geschrieben. So enthalten ptolemäische Dekrete die Bestimmung, dass sie „in Hieroglyphen, der Schrift der Briefe (d. h.: Demotisch) und in griechischer Sprache“ veröffentlicht werden sollten. Gleichzeitig wurden die Zeichen auf mehrere Tausend vervielfacht, ohne dass das Schriftsystem als solches geändert wurde.
In dieser Form begegneten interessierte Griechen und Römer dieser Schrift in der Spätantike. Sie übernahmen bruchstückhaft Anekdoten und Erklärungen für Lautwert und Bedeutung dieser geheimen Zeichen und gaben sie an ihre Landsleute weiter.
Mit der Einführung des Christentums gerieten die Hieroglyphen endgültig in Vergessenheit. Die letzte datierte Inschrift, das Graffito des Esmet-Achom, stammt von 394 n. Chr. Aus dem 5. Jahrhundert n. Chr. stammt die Hieroglyphica des spätantiken Philosophs Horapollon, die eine Mischung aus richtigen und falschen Informationen zur Bedeutung der Hieroglyphen enthält, indem sie auch phonetische Zeichen als Logogramme auffasst und durch sachliche Übereinstimmungen zwischen Bild und Wort erklärt.

### Entzifferung
In der islamischen Welt keimte das Interesse an den Hieroglyphen im 9. Jahrhundert wieder auf. So versuchte der irakische Gelehrte Ibn Wahschiyya im 9. oder 10. Jahrhundert eine Deutung mehrerer dutzend Zeichen und einiger Zeichengruppen, wobei er erkannte, dass die Schrift eine wesentliche phonetische Komponente hat, und einzelne Lautwerte korrekt zuwies.
Während der Renaissance entstand auch in Europa ein Interesse an den Hieroglyphen. Aus den Hieroglyphen, die man für eine Bilderschrift hielt, entwickelte man eine eigene Bilderschrift, die Renaissance-Hieroglyphe. Die Angaben Horapollons führten noch die Bemühungen des deutschen Jesuiten und Universalgelehrten Athanasius Kircher und einiger anderer Gelehrten in die Irre. Kirchers Entzifferungsversuche wurden bald als falsch erkannt.
Entscheidende Fortschritte wurden durch den Stein von Rosetta möglich, der während Napoleons Ägyptenfeldzug bei Schanzarbeiten nahe der Stadt Rosetta gefunden wurde. Er enthält ein griechisch, hieroglyphisch-ägyptisch und demotisch geschriebenes Dekret aus der Ptolemäerzeit, wodurch er einen idealen Anknüpfpunkt für weitere Untersuchungen darstellte. 1802 gelang dem Schweden Johan David Åkerblad die Entzifferung einzelner demotischer Wörter auf dem Stein von Rosetta, 1814 erreichte der englische Physiker Thomas Young weitere Fortschritte beim Verständnis des demotischen Textes, außerdem erkannte er die Verwandtschaft des Demotischen mit den Hieroglyphen. Zwei Jahre später entdeckte er für viele hieratische Zeichen ihre hieroglyphischen Gegenstücke. Jean-François Champollion zeigte anhand der Kartuschen für Ptolemaios VIII., Kleopatra II. und Kleopatra III., dass auch die Hieroglyphen phonetische Zeichen besaßen. Durch den Vergleich mit weiteren bekannten Königsnamen, besonders Namen römischer Kaiser, gewann Champollion die Lautwerte vieler Hieroglyphen. Auf diesen Entdeckungen aufbauend konnte Champollion durch den Vergleich ägyptischer Texte mit dem Koptischen zahlreiche weitere Zeichen entziffern und damit Grammatik und Wortschatz des Ägyptischen erschließen. 1822 hatte Champollion es geschafft, die Hieroglyphen im Wesentlichen zu entziffern. Allerdings ging Champollion davon aus, dass die phonetischen Zeichen jeweils nur für einen Konsonanten standen. Erst mit den von Richard Lepsius entdeckten Mehrkonsonantenzeichen und phonetischen Komplementen konnte das ägyptische Hieroglyphensystem vollständig entschlüsselt werden.

## Altägyptische Schriftsysteme
Je nach Schreibmaterialien und Verwendungszweck lassen sich verschiedene Schriften unterscheiden: zunächst die Hieroglyphen und eine kursive Variante, das Hieratische. Obwohl die Zeichen unterschiedliche Formen annahmen, blieb das Funktionsprinzip der Hieroglyphenschrift erhalten. Die viel jüngere demotische Schrift stammt wiederum von der hieratischen Schrift ab und hat nur noch wenig Ähnlichkeit mit den Hieroglyphen.

### Hieroglyphen
Hieroglyphen sind eine auf die Verwendung an Tempel- und Grabwänden ausgerichtete Monumentalschrift. Das Schriftsystem enthält neben orthographischen Aspekten viele Eigenheiten, die sich ausschließlich mit der ornamentalen Wirkung, der Platzausnutzung oder magischen Sichtweisen erklären lassen. Wie einige besonders gut erhaltene Beispiele noch zeigen – so etwa die Inschriften in den Gräbern im Tal der Könige –, wurden die Hieroglyphen ursprünglich vielfach farbig geschrieben. Die Farbe entsprach teils der Naturfarbe des dargestellten Gegenstandes, teils war sie rein konventionell festgelegt. In Einzelfällen konnte allein die Farbe zwei ansonsten formgleiche Schriftzeichen unterscheiden. Dies gilt besonders für mehrere Hieroglyphen mit rundem Umriss.
Ägyptische Wörter werden auch innerhalb eines Textes durchaus variabel geschrieben. Die Hieroglyphenschrift ist trotz der starken Bildhaftigkeit, derer sich die Ägypter bewusst waren, kaum eine Bilderschrift.

### Hieratische Schrift

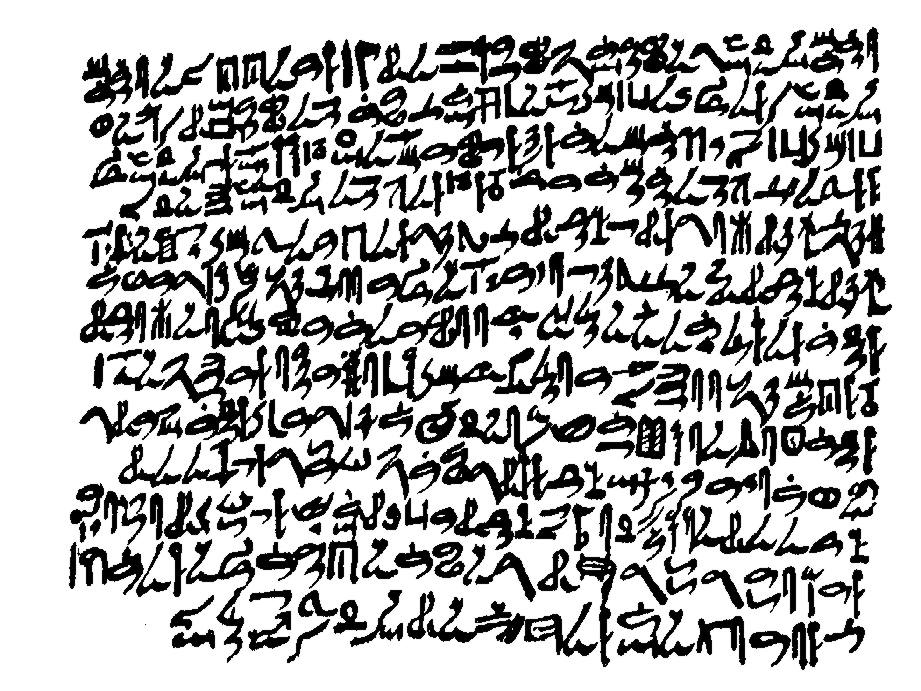
Papyrus Prisse

Die hieratische Schrift ist ebenso alt wie die Hieroglyphenschrift. Sie ist eine kursive Variante der Hieroglyphenschrift, die zum Schreiben mit einer Binse auf Papyrus oder ähnlich geeignetem Material (wie Ostraka aus Kalkstein oder Ton) konzipiert war. Zunächst wurde sie auch für allgemeine Texte verwendet, religiöse Texte wurden im Mittleren Reich teilweise auf Papyrus in Hieroglyphen geschrieben; erst mit der Einführung des Demotischen als Alltagsschrift wurde sie auf die Niederschrift religiöser Texte beschränkt. Daher rührt auch ihr von Herodot überlieferter griechischer Name.
Das Hieratische bildet die gleichen Elemente wie die Hieroglyphen ab. Dadurch, dass sie schnell geschrieben wurden, flossen die Zeichen häufiger ineinander und abstrahierten im Laufe der Zeit immer stärker von den bildhaften Hieroglyphen; dennoch blieben die Prinzipien des Schriftsystems die gleichen. Die folgende Tabelle stellt einigen Hieroglyphen ihre hieratischen Entsprechungen gegenüber:
| A1 |

| A1 |

| D4 |

| D4 |

| F4 |

| F4 |

| N35 |

| N35 |

| V31 |

| V31 |

| Z2 |

| Z2 |

### Kursivhieroglyphen

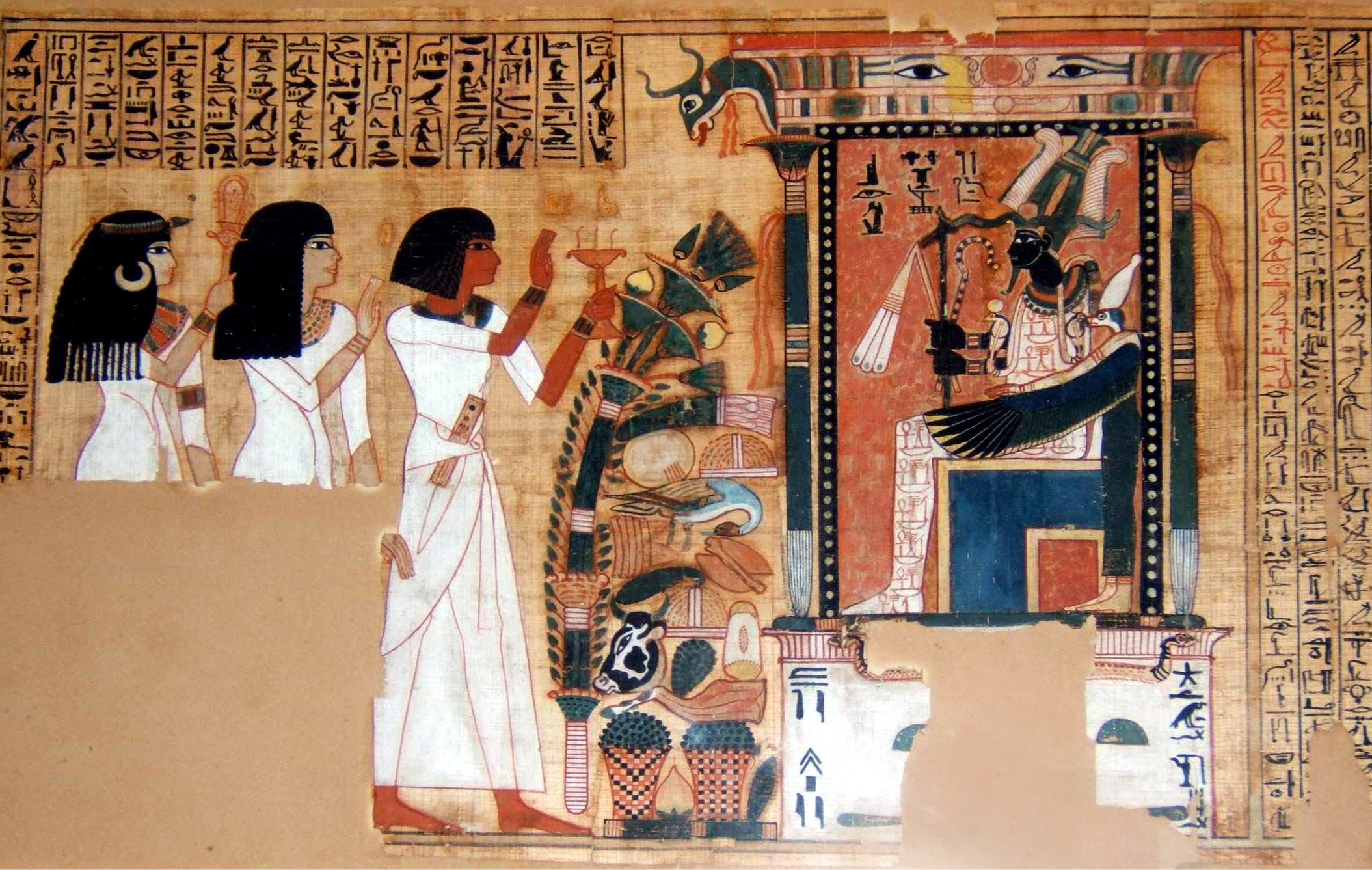
In Kursivhieroglyphen geschriebene Passage aus dem Totenbuch

Am Ende des Alten Reiches spaltete sich aus dem frühen Hieratisch eine Schriftform ab, die auf Särge und Papyri geschrieben wurde und sich im Gegensatz zum Hieratischen zwar an das Schreibmaterial anpasste, aber den hieroglyphischen Formen nahe blieb. Bis zur 20. Dynastie wurden religiöse Texte in dieser Schrift geschrieben, danach wurde sie weitgehend vom Hieratischen abgelöst.

### Demotische Schrift
Um 650 v. Chr. wurde eine noch flüssigere und stärker von den Hieroglyphen abstrahierende Kursivschrift entwickelt, die demotische Schrift, auch Volksschrift genannt. Sie entstand als Kanzleischrift und wurde zur Gebrauchsschrift in Ägypten, bis sie im 4./5. Jahrhundert n. Chr. von der koptischen Schrift, einer um einige demotische Zeichen ergänzten Form der griechischen Schrift, abgelöst wurde. Auch wenn die demotische Schrift ihre Grundprinzipien mit den Hieroglyphen teilt, kann sie aufgrund größerer Abweichungen kaum noch als Subsystem der Hieroglyphen verstanden werden.

## Die Hieroglyphenschrift

### Schriftrichtung

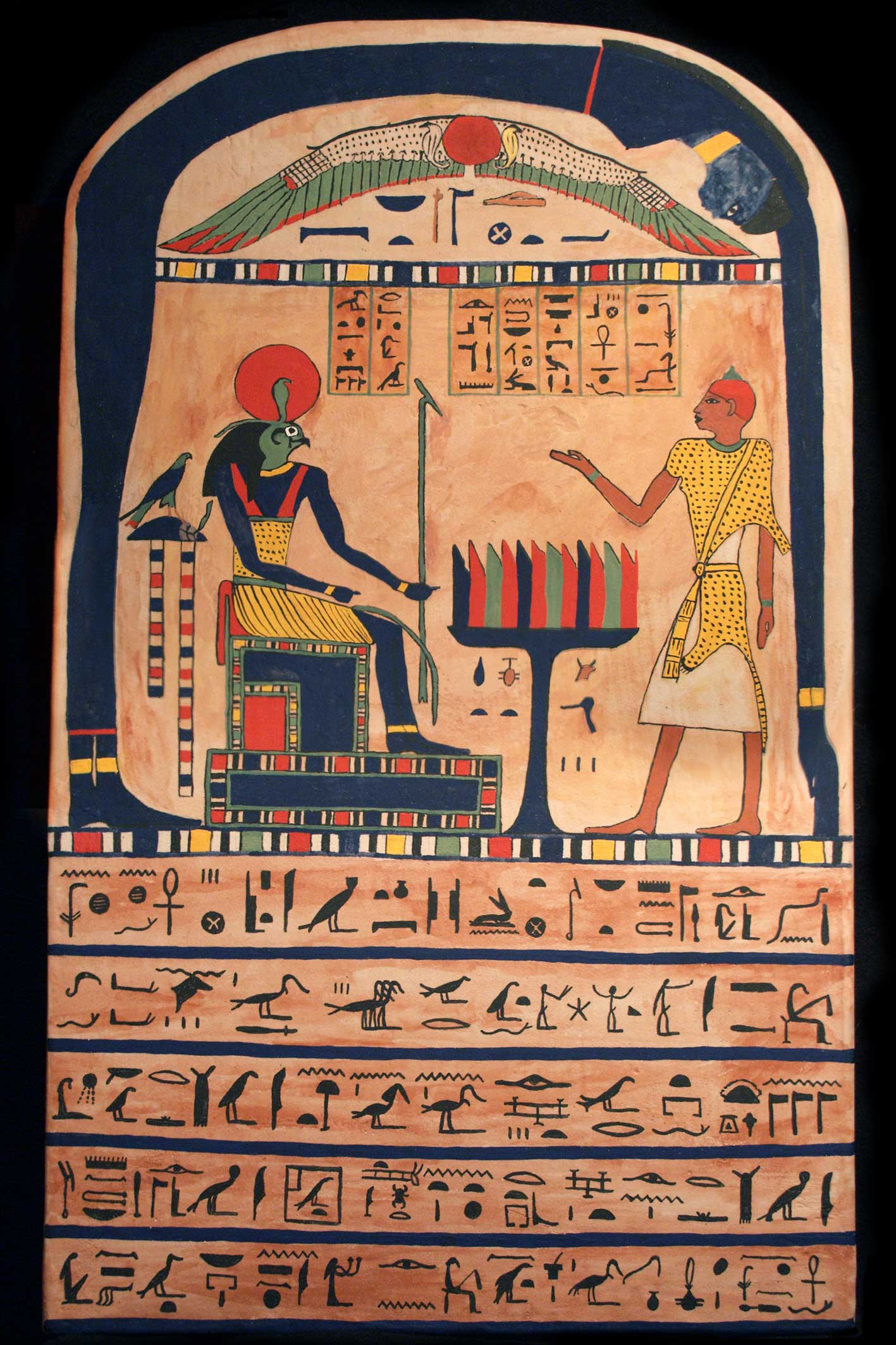
Die Stele des Anchefenchons mit verschiedenen Schriftrichtungen.
Rechts oben: von links nach rechts
Links oben: von rechts nach links
Unten: von rechts nach links

Ursprünglich wurden die Hieroglyphen meist in Spalten (Kolumnen) von oben nach unten und von rechts nach links geschrieben, aus graphischen Gründen konnte die Schreibrichtung jedoch variieren. In seltenen Fällen wurden Hieroglyphen als Bustrophedon geschrieben. Die Schriftrichtung ist sehr leicht festzustellen, da die Zeichen immer in Richtung Textanfang gewandt sind, also dem Leser „entgegenblicken“. Am deutlichsten wird dies bei der Darstellung von Tierformen oder Menschen. In einzelnen Fällen wie beispielsweise auf den Innenseiten von Särgen liegt jedoch eine retrograde Schrift vor, in der also die Zeichen gerade dem Textende zugewandt sind; dies gilt etwa für viele Totenbuchmanuskripte und könnte spezielle religiöse Gründe haben (Totenbuch als Texte aus einer „Gegenwelt“ o. Ä.).
Die Worttrennung wurde in der Regel nicht angegeben, jedoch lässt sich das Ende eines Wortes häufig an dem das Wort abschließenden Determinativ erkennen.

### Funktionen der Schriftzeichen
| ra |

| ra |

| ra · Z1 |

| ra · Z1 |

| r · a | ra · Z1 |

| r · a | ra · Z1 |

| pr |

| pr |

| pr · r | D54 |

| pr · r | D54 |

| pr · Z1 |

| pr · Z1 |

| pr |

| pr |

| pr · r | D54 |

| pr · r | D54 |

| pr |

| pr |

| pr · Z1 |

| pr · Z1 |

| pr |

| pr |

| a · t | pr |

| a · t | pr |

### Phonogramme
| wn |

| wn |

| Htp |

| Htp |

| r |

| r |

| r · Z1 |

| r · Z1 |

| tp |

| tp |

| tp · Z1 |

| tp · Z1 |

#### Einkonsonantenzeichen
Ein einfaches hieroglyphisches Alphabet wird in der modernen Wissenschaft mit gut zwei Dutzend Zeichen gebildet, die jeweils einen einzelnen Konsonanten wiedergeben, also eine Art „konsonantisches Alphabet“ darstellen. Obwohl schon mit den Einkonsonantenzeichen die Wiedergabe des Ägyptischen möglich gewesen wäre, waren die Hieroglyphen aber nie eine reine Alphabetschrift. Die Einkonsonantenzeichen werden heute gerne zum Lernen der altägyptischen Sprache und zur Wiedergabe moderner Eigennamen verwendet, wobei hier die moderne wissenschaftliche Behelfsaussprache der Zeichen zugrunde gelegt wird, die in vielen Fällen nicht mit der ursprünglichen ägyptischen Lautung identisch ist. Aus wissenschaftshistorischen Gründen werden nämlich in der ägyptologischen Behelfsaussprache fünf bzw. sechs Konsonanten als Vokale ausgesprochen, obwohl sie in der klassischen ägyptischen Sprache Konsonanten bezeichnet hatten.
| A |

| A |

| i |

| i |

| y |

| y |

| i | i |

| i | i |

| a |

| a |

| D36 · D36 |

| D36 · D36 |

| w |

| w |

| W |

| W |

| b |

| b |

| p |

| p |

| f |

| f |

| m |

| m |

| n |

| n |

| r |

| r |

| h |

| h |

| H |

| H |

| x |

| x |

| X |

| X |

| z |

| z |

| s |

| s |

| S |

| S |

| q |

| q |

| k |

| k |

| g |

| g |

| V33 |

| V33 |

| t |

| t |

| T |

| T |

| d |

| d |

| D |

| D |

#### Mehrkonsonantenzeichen
| D2 |

| D2 |

| D4 |

| D4 |

| nw |

| nw |

| Ab |

| Ab |

| Ab | b |

| Ab | b |

| m | Ab | r |

| m | Ab | r |

| Ab | m&r |

| Ab | m&r |

| mn |

| mn |

| mn · n |

| mn · n |

| sxm |

| sxm |

### Logogramme und Ideogramme
| Z1 |

| Z1 |

| pr |

| pr |

| pr · Z1 |

| pr · Z1 |

| N5 |

| N5 |

| N5 · Z1 |

| N5 · Z1 |

### Determinative
Da mit Hieroglyphen nur die Konsonanten, nicht die Vokale, bezeichnet wurden, ergaben sich viele Wörter unterschiedlicher Bedeutung, die gleich geschrieben wurden, da sie den gleichen Konsonantenbestand hatten. Das Determinativ verkörperte ursprünglich als ein bildhaft vereinigendes Schriftzeichen die ihm zugrunde liegenden Phonogramme. Erst später sollten die Determinative mit anderen allgemeinen Begriffen verbunden werden. So wurden den meisten Wörtern sogenannte Determinative (auch Klassifikatoren oder Deutzeichen) zugesetzt, die die Bedeutung näher erklären. So bedeutet die Hieroglyphe „Haus“ mit dem Konsonantenbestand pr ohne Determinativ das Wort „Haus“ (ägyptisch pr(w)), mit zwei laufenden Beinen als Determinativ bedeutet es „herausgehen“ (ägyptisch pr(j)). Auch Namen wurden determiniert, ebenso manche Pronomina. Königs- oder Götternamen wurden durch die Kartusche, eine Schleife um das Wort, hervorgehoben.
Die folgende Tabelle nennt einige Wörter, die alle den Konsonantenbestand wn aufweisen und nur durch ihre Determinative unterschieden werden können:
| wn · n | O31 |

| wn · n | O31 |

| wn · n | D54 |

| wn · n | D54 |

| wn · n | G37 |

| wn · n | G37 |

| wn · n | D3 |

| wn · n | D3 |

Dazu ist jedoch anzumerken, dass sich das System der Determinative im Verlauf der ägyptischen Sprachgeschichte erst im Mittleren Reich voll stabilisiert hatte, während das Ägyptische des Alten Reiches noch mehr spezielle oder ad hoc gebildete Determinative verwendete. Im Neuen Reich nahm der Gebrauch weniger, besonders generischer Determinative weiter zu; teilweise konnte ein Wort hier mit mehreren Determinativen gleichzeitig geschrieben werden.
Weitere Beispiele für Determinative sind:
| B1 |

| B1 |

| A17 |

| A17 |

| A1 |

| A1 |

| A42 |

| A42 |

| D40 |

| D40 |

| D54 |

| D54 |

| M3 |

| M3 |

### Phonetische Determinative
| E8 |

| E8 |

| i | b | E8 |

| i | b | E8 |

| i | b | E8 | mw | A2 |

| i | b | E8 | mw | A2 |

| M5 |

| M5 |

| X1 · r | M5 |

| X1 · r | M5 |

| X1 · r | M5 |

| X1 · r | M5 |

| niwt |

| niwt |

| niwt · t · Z1 |

| niwt · t · Z1 |

| H | Hn | n · t | niwt · Z1 |

| H | Hn | n · t | niwt · Z1 |

| H | niwt · t · Z1 | G38 |

| H | niwt · t · Z1 | G38 |

### Kalligraphische Besonderheiten

#### Anordnung
In hieroglyphischen Inschriften wurden die Zeichen meist nicht einfach aneinandergereiht, sondern zu rechteckigen Gruppen zusammengefasst. So wurde das Wort sḥtp.n=f „er stellte zufrieden“ im Mittleren Reich folgendermaßen geschrieben: 
| s | Htp · t · p | A2 | n · f |

Dies wird von oben nach unten und von links nach rechts in folgender Reihenfolge gelesen:
| 1 | 2 | 2 | 5 | 6 |
| 1 | 3 | 4 | 5 | 7 |

| s · H | a |

| s · H | a |

| s | a | H |

| s | a | H |

| H | A | t · N21 |

| H | A | t · N21 |

| A | H | t · N21 |

| A | H | t · N21 |

| N5 | N28 · I9 |

| N5 | N28 · I9 |

| N5 |

| N5 |

#### Unterdrückung und Verstümmelung von Zeichen
| H | q · r |

| H | q · r |

| H | q · r | A2 |

| H | q · r | A2 |

| Z5 |

| Z5 |

### Gruppenschrift
| i | A2 | D37 · n · y | SA | A |

| i | A2 | D37 · n · y | SA | A |

## Die historische Schreibpraxis

### Schriftmedien
Die Ägypter verwendeten als Schriftmedien Stein, Ton und Rollen aus Papyrus, Leder und Leinen, die sie gelegentlich kunstvoll mit kolorierten Bildern versahen. Die Werkzeuge des Schreibers waren:
- ein meist hölzernes Etui mit mehreren Schreibröhren, die am Ende entweder flachgehämmert oder schräg geschnitten waren,
- eine Platte als Unterlage und zum Glätten des Papyrus,
- ein Vorrat an schwarzer Tinte (aus Rußpulver, als Bindemittel wird Gummi arabicum verwendet),
- und einer mit roter Tinte für Titel, Überschriften und Kapitelanfänge (siehe Rubrum), nicht jedoch für Götternamen (aus Zinnoberpulver, einer Quecksilber-Schwefel-Verbindung oder aus Bleioxid),
- ein Fässchen für Wasser, mit dem die Tinte angerührt wird sowie
- ein Messer zum Schneiden des Papyrus.

Der längste erhaltene Papyrus misst 40 Meter. Leder wurde vorwiegend für Texte von großer Bedeutung verwendet.

### Der Beruf des Schreibers
Die Kenntnis des Schreibens war mit Sicherheit eine der Grundvoraussetzungen für alle Arten einer Laufbahn im Staat. Es gab auch keine eigene Bezeichnung für den Beamten – „sesch“ heißt sowohl „Schreiber“ als auch „Beamter“. Über das Schulsystem ist überraschend wenig bekannt. Für das Alte Reich wird das Famulussystem angenommen: Schüler lernten das Schreiben bei den Eltern oder wurden einem anderen Schreibkundigen unterstellt, der die Schüler zunächst für Hilfsarbeiten benutzte und ihnen dabei auch das Schreiben beibrachte. Ab dem Mittleren Reich gibt es vereinzelte Belege für Schulen, die aus dem Neuen Reich gut bezeugt sind. Die Ausbildung zum Schreiber begann mit einer der Kursivschriften (Hieratisch, später Demotisch). Die Hieroglyphen wurden später gelernt und aufgrund ihrer Eigenschaft als Monumentalschrift nicht von jedem Schreiber beherrscht. Die Schrift wurde hauptsächlich durch Diktate und Abschreibübungen, die in einigen Fällen erhalten sind, gelehrt, faule Schüler wurden durch Züchtigungen und Gefängnisstrafen diszipliniert.
Aus dem Mittleren Reich stammt das Buch Kemit, das anscheinend speziell für den Schulunterricht geschrieben wurde. Die Lehre des Cheti beschreibt die Vorzüge des Schreiberberufes und zählt die Nachteile anderer, meist handwerklicher und landwirtschaftlicher Berufe auf.

## Aussprache
Da die Hieroglyphenschrift zu einer Sprache gehört, deren Abkömmling, die koptische Sprache, spätestens seit dem 20. Jahrhundert mit Verdrängung des Koptischen als Verkehrssprache durch das Arabische ausgestorben ist (die koptische Kirche verwendet allerdings nach wie vor teilweise die koptische Sprache zu kultischen Zwecken) und in der Hieroglyphenschrift keine Vokale notiert werden, ist die Rekonstruktion der ägyptischen Wörter und die Transkription hieroglyphischer Namen und Wörter in moderne Alphabete nicht eindeutig. So kommen die recht verschiedenen Schreibweisen des gleichen Namens zustande, wie zum Beispiel Nofretete im Deutschen und Nefertiti im Englischen für ägyptisch Nfr.t-jy.tj. Neben dem Koptischen und den hieroglyphischen Schreibungen selbst geben die strittigen afroasiatischen Lautkorrespondenzen und Nebenüberlieferungen wie griechische und keilschriftliche Umschreibungen Hinweise auf die Aussprache ägyptischer Namen und Wörter. Das aus diesen Überlieferungen resultierende Urkoptisch, eine Sprache mit hieroglyphischem Konsonantenbestand und rekonstruierten Vokalen, wurde in verschiedenen Filmen (meist mit zweifelhaften Ergebnissen) aufgegriffen, unter anderem für den Film Die Mumie oder die Serie Stargate.
Ägyptologen behelfen sich bei der Aussprache des Ägyptischen dadurch, dass im transkribierten Text zwischen vielen Konsonanten ein e eingefügt wird und einige Konsonanten als Vokale gesprochen werden (ꜣ und ꜥ als a, w als w oder u, j und y als i). Das ist die Regel, aber nicht ohne Ausnahme; so werden zum Beispiel Königs- und Gottesnamen auch nach überlieferten griechischen oder koptischen Schreibungen ausgesprochen, wie etwa „Amun“ statt „Imenu“ für ägyptisch Jmn.w. Im Einzelnen haben sich an den einzelnen Universitäten unterschiedliche Konventionen ausgebildet, wie ägyptologische Transliteration hilfsweise auszusprechen ist. So findet sich das Wort nfrt (Femininum von nfr: „schön“) sowohl als neferet ausgesprochen (so vielfach in Deutschland) wie auch als nefret (andernorts in Deutschland) oder als nefert (so unter anderem an russischen Universitäten). Es gibt auch systematische Differenzen bezüglich der Länge oder Kürze der es und des Wortakzents.

## Darstellung von Hieroglyphen auf Computersystemen
Hieroglyphen sind im Unicodeblock Ägyptische Hieroglyphen (U+13000–U+1342F) codiert, der beispielsweise durch den ab Windows 10 mitgelieferten Font Segoe UI Historic abgedeckt wird.
Außerdem existiert eine ganze Reihe von hieroglyphischen Textverarbeitungsprogrammen, die ein System zur Kodierung der Hieroglyphen mittels einfacher ASCII-Zeichen benutzen, das gleichzeitig die komplizierte Anordnung der Hieroglyphen abbildet. Die einzelnen Hieroglyphen werden dabei entweder anhand der Nummern der Gardiner-Liste oder ihrer Lautwerte kodiert. Diese Methode wird nach ihrer Publikation Manuel-de-Codage-Format, kurz MdC, genannt. Ein Beispiel für die Codierung einer hieroglyphischen Inschrift bietet der folgende (von rechts nach links zu lesende) Auszug aus einer Stele aus dem Louvre (Paris):
```
sw-di-Htp:t*p i-mn:n:ra*Z1 sw-t:Z1*Z1*Z1 nTr ir:st*A40

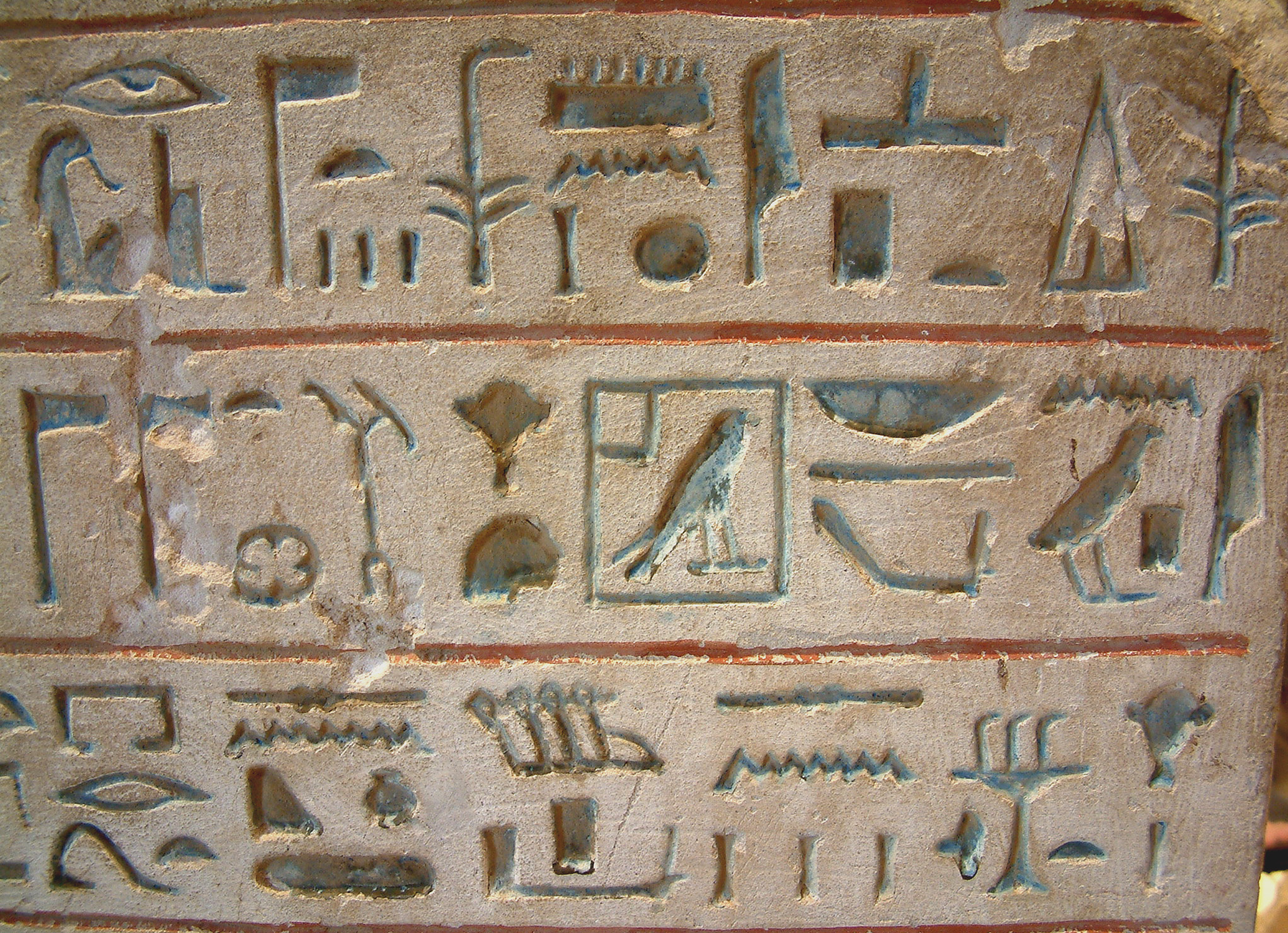
Stele aus dem Louvre

i-n:p*w nb:tA:Dsr O10 Hr:tp R19 t:O49 nTr-nTr
Hr:Z1 R2 z:n:Z2 Szp:p:D40 z:n:nw*D19:N18 pr:r:t*D54

```

| sw | di | Htp · t · p | i | mn · n · ra · Z1 | sw | t · Z1 · Z1 · Z1 | nTr | ir · st · A40 |

| i | n · p · w | nb · tA · Dsr | O10 | Hr · tp | R19 | t · O49 | nTr | nTr |

| Hr · Z1 | R2 | z · n · Z2 | Szp · p · D40 | z · n · nw · D19 · N18 | pr · r · t · D54 |

Um ein originalgetreues Abbild der Anordnung der Hieroglyphen zu erzeugen, müssen komplexe Hieroglyphensatzprogramme neben den überlappungsfreien Anordnungen auch eine Funktion anbieten, Hieroglyphen zu spiegeln, ihre Größe stufenlos zu verändern und einzelne Zeichen teilweise oder ganz übereinander anzuordnen (vgl. die Zeichenfolge unten rechts im Bild, die hier nicht umgesetzt werden konnte).
Zur Wiedergabe und zum Satz von Hieroglyphen auf dem Computer wurde eine Reihe von Programmen entwickelt. Zu diesen zählen SignWriter, WinGlyph, MacScribe, InScribe, Glyphotext und WikiHiero.

## Transkription
| T |

| T |

| A |

| A |

| i |

| i |

| y |

| y |

| i | i |

| i | i |

| a |

| a |

| w |

| w |

| W |

| W |

| w |

| w |

| W |

| W |

| b |

| b |

| p |

| p |

| f |

| f |

| m |

| m |

| n |

| n |

| r |

| r |

| h |

| h |

| H |

| H |

| x |

| x |

| X |

| X |

| z |

| z |

| s |

| s |

| S |

| S |

| q |

| q |

| k |

| k |

| g |

| g |

| t |

| t |

| T |

| T |

| d |

| d |

| D |

| D |

Neben den phonetischen Umschriftzeichen enthalten die meisten Transkriptionssysteme auch sogenannte Strukturzeichen, die Morpheme voneinander abgrenzen, um die morphologische Struktur der Wörter zu verdeutlichen. So wird von bestimmten Forschern die altägyptische Verbform jnsbtnsn „diejenigen, die sie verschlungen haben“ als j.nsb.t.n=sn transkribiert, um die verschiedenen Präfixe und Suffixe zu kennzeichnen. Die Verwendung der Strukturzeichen ist noch weniger einheitlich als die phonetischen Transkriptionen – neben völlig strukturzeichenlosen Systemen, wie dem, das unter anderem in Elmar Edels Altägyptischer Grammatik (Rom 1955/64) Verwendung fand, gibt es Systeme mit bis zu fünf Strukturzeichen (Wolfgang Schenkel). Auch einzelne Zeichen werden nicht einheitlich benutzt; so dient der einfache Punkt („.“) in der Umschrift der Berliner Schule zur Trennung der Suffixpronomina, in einigen jüngeren Systemen dagegen zur Markierung der nominalen Feminin-Endung. Während James P. Allen ein Präfix j bestimmter Verbformen mit einem einfachen Punkt abtrennt, hat Wolfgang Schenkel hierfür den Doppelpunkt („:“) vorgeschlagen.
Hieratische Texte werden vor der Transkription in Umschrift häufig erst in Hieroglyphen überführt (Transliteration) und so veröffentlicht, damit die Identifizierung der Schriftzeichen mit entsprechenden Hieroglyphen verdeutlicht werden kann. Die Identifizierung der kursiven Schriftzeichen ist nur durch Spezialisten durchführbar und nicht von allen mit der Hieroglyphenschrift Vertrauten einfach nachzuvollziehen. Demotische Texte hingegen werden, weil der Abstand zu den Hieroglyphen zu groß ist, üblicherweise nicht erst transliteriert, sondern direkt in Umschrift transkribiert.
Die Bedeutungen der Bezeichnungen „Transkription“ und „Transliteration“ sind nicht international konsistent; insbesondere werden im englischen Sprachgebrauch die Bezeichnungen „Transcription“ und „Transliteration“ andersherum verwendet.

### Darstellung von Transkriptionszeichen auf Computersystemen
Sämtliche für die ägyptologischen Transkriptionen verwendete Zeichen sind im internationalen Zeichenkodierungs-Standard Unicode enthalten. Zuletzt wurde im März 2019 das ägyptologische Jod in den Unicode-Standard aufgenommen (Unicodeblock Lateinisch, erweitert-D). Es sind allerdings nicht alle Zeichen in allen Fonts vorhanden, sodass sich u. U. die Benutzung spezieller Fonts wie New Athena Unicode empfiehlt.
In Transkriptionen sind nur die Kleinbuchstaben üblich; Unicode enthält jedoch für alle diese Buchstaben auch Großbuchstaben-Varianten, die beispielsweise in Überschriften verwendet werden können.
Wegen der Bedeutung der Ägyptologie in der Populärwissenschaft wurden die üblichen Umschriftzeichen bei der 2018 erfolgten Überarbeitung der deutschen Tastaturbelegungs-Norm DIN 2137 berücksichtigt. Somit können diese Zeichen mit der deutschen Standard-Tastaturbelegung E1 eingegeben werden.
| Zeichen      | Unicode (ggf. Kleinbuchstabe)                                       | ggf. Unicode Großbuchstabe (a)    | Tastatureingabe mit Belegung E1 |
| ------------ | ------------------------------------------------------------------- | --------------------------------- | ------------------------------- |
| ꜣ / Ꜣ () (d) | U+A723 latin small letter egyptological alef                        | U+A722                            | (Alt Gr+k) – b/B                |
| ʾ () (b)     | U+02BE modifier letter right half ring (c)                          |                                   | (Alt Gr+f) – h                  |
| ꞽ / Ꞽ ( / )  | U+A7BD latin small letter glottal i                                 | U+A7BC                            | (Alt Gr+k) – i/I                |
| i̯ (b)        | i – U+032F combining inverted breve below                           |                                   | i – Alt Gr+r – 2 – k (e)        |
| ï / Ï        | U+00EF latin small letter i with diaeresis                          | U+00CF                            | (Alt Gr+z) – i/I                |
| ꜥ / Ꜥ ()     | U+A725 latin small letter egyptological ain                         | U+A724                            | (Alt Gr+k) – c/C                |
| u̯ (b)        | u – U+032F combining inverted breve below                           |                                   | u – Alt Gr+r – 2 – k (e)        |
| ḥ / Ḥ        | U+1E25 latin small letter h with dot below                          | U+1E24                            | (Alt Gr+ö) – h/H                |
| ḫ / Ḫ        | U+1E2B latin small letter h with breve below                        | U+1E2A                            | (Alt Gr+u) – h/H                |
| ẖ / H̱        | U+1E96 latin small letter h with line below                         | H – U+0331 combining macron below | ẖ: (Alt Gr+h) – h H̱: H –        |
| h̭ / H̭ (f)    | h – U+032D combining circumflex accent below                        | H – U+032D                        | h/H – Dezimalcode 0813          |
| ś / Ś        | U+015B latin small letter s with acute                              | U+015A                            | – s/S                           |
| š / Š        | U+0161 latin small letter s with caron                              | U+0160                            | (Alt Gr+t) – s/S                |
| ḳ / Ḳ        | U+1E33 latin small letter k with dot below                          | U+1E32                            | (Alt Gr+ö) – k/K                |
| č / Č        | U+010D latin small letter c with caron                              | U+010C                            | (Alt Gr+t) – c/C                |
| ṯ / Ṯ        | U+1E6F latin small letter t with line below                         | U+1E6E                            | (Alt Gr+h) – t/T                |
| ṭ / Ṭ        | U+1E6D latin small letter t with dot below                          | U+1E6C                            | (Alt Gr+ö) – t/T                |
| ṱ / Ṱ (g)    | U+1E71 latin small letter t with circumflex below                   | U+1E70                            | (Alt Gr+t) – – t/T              |
| č̣ / Č̣ (b)    | U+010D latin small letter c with caron – U+0323 combining dot below | U+010C – U+0323                   | – c/C –                         |
| ḏ / Ḏ        | U+1E0F latin small letter d with line below                         | U+1E0D                            | (Alt Gr+h) – d/D                |
| ⸗            | U+2E17 double oblique hyphen                                        |                                   | (Alt Gr+k) – =                  |
| ⟨            | U+27E8 mathematical left angle bracket (h)                          |                                   | (Alt Gr+f) – 8                  |
| ⟩            | U+27E9 mathematical right angle bracket (h)                         |                                   | (Alt Gr+f) – 9                  |
| ⸢            | U+2E22 top left half bracket                                        |                                   | (Alt Gr+k) – [                  |
| ⸣            | U+2E23 top right half bracket                                       |                                   | (Alt Gr+k) – ]                  |

#### Ersatzdarstellungen für das ägyptologische Jod
Da das erst im März 2019 zu Unicode hinzugefügte ägyptologische Jod in vielen Fonts noch nicht umgesetzt ist, wurden und werden dafür verschiedene Workarounds genutzt:
| Unicode-Bezeichnung       | Großbuchstabe     | Kleinbuchstabe    | Kleinbuchstabe alternativ |
| ------------------------- | ----------------- | ----------------- | ------------------------- |
| right half ring above (a) | I͗ — U+0049 U+0357 | i͗ — U+0069 U+0357 | ı͗ — U+0131 U+0357         |
| i with hook above         | Ỉ — U+1EC8        | ỉ — U+1EC9        |                           |
| cyrillic psili pneumata   | I҆ — U+0049 U+0486 | i҆ — U+0069 U+0486 |                           |
| superscript comma         | I̓ — U+0049 U+0313 | i̓ — U+0069 U+0313 |                           |

#### Darstellungen mit Nicht-Unicode-Fonts
Da erst seit 2019 alle für ägyptologische Transliterationen erforderliche Zeichen in Unicode zur Verfügung stehen, sind für zahlreiche wissenschaftliche Projekte weiterhin Nicht-Unicode-Fonts in Verwendung, die die benötigten Zeichen auf anderen Codepunkten enthalten als durch Unicode standardisiert. Neben allerlei privaten Fonts sind in der Wissenschaft insbesondere die TrueType-Fonts „Transliteration“ des CCER und „Trlit_CG Times“ weit verbreitet, in denen das Transkriptionssystem des Wörterbuchs der Aegyptischen Sprache von Erman und Grapow und von Alan Gardiners Egyptian Grammar weitestgehend genau auf die Tastaturbelegung des Manuel de Codage (siehe oben) abgebildet wird. Einen Zeichensatz des Ägyptologen Friedrich Junge, mit dem alle gängigen Transkriptionssysteme wiedergegeben werden können, der aber hinsichtlich der Tastaturbelegung vom Manuel de Codage abweicht, stellt die Zeitschrift Lingua Aegyptia zur Verfügung (Umschrift_TTn).

## Dokumentationen
- Vom Schreiben und Denken – Die Saga der Schrift (1/3) Der Anfang. Originaltitel: L'odysée de l'écriture – Les origines. TV-Dokumentationsreihe von David Sington, F 2020; deutsche Synchronfassung: Arte 2020 (Auf: youtube.com); mitwirkend: Yasmin El Shazly (Ägyptologin), Lydia Wilson (Historikerin), Brody Neuenschwander (Kalligraph), Irving Finkel (Assyrologe), Günter Dreyer (Ägyptologe), Orly Goldwasser (Ägyptologin), Yongsheng Chen (Philologe), Pierre Tallet (Ägyptologe), Ahmad Al-Jaliad (Philologe) u. a.